# Rhus arborescens
Rhus arborescens är en sumakväxtart som beskrevs av Dc.. Rhus arborescens ingår i släktet sumaker, och familjen sumakväxter. Inga underarter finns listade i Catalogue of Life.